# Schwieberdinger Gruppe
Die Schwieberdinger Gruppe, teilweise auch als Schwieberdinger Kultur bezeichnet, war eine jungsteinzeitliche vorgeschichtliche Kultur etwa um 4.300 – 4.200 v. Chr.
Sie ist nach dem eponymen Fundort Schwieberdingen in Baden-Württemberg benannt. Der Begriff Schwieberdinger Gruppe wurde 1938 von dem Prähistoriker Armin Stroh geprägt.
Von der Schwieberdinger Gruppe gibt es nur spärliche Funde. Sie besaß Kontakt zur Rössener Kultur, war aber keine Gruppe von ihr. Funde zeugen von Grubenhütten und Höhensiedlungen. Ernährungsgrundlage war Ackerbau und Viehhaltung. Pfeilspitzen weisen auf Jagd hin.
Die Verzierung der Keramik zeichnet sich durch ausgesparte Winkelbänder und hängende Dreiecke mit fransenartigen Abschlüssen aus. Leitmotiv der Schwieberdinger Gruppe sind die sogenannten Fenstermotive.
Bei unverzierter Keramik kommen verstärkte Ränder mit Tupfen vor (ähnlich der Michelsberger Kultur).
Aus Feuerstein wurden vor allem Schaber und Pfeilspitzen; aus Felsgestein Mahlsteine mit Läufer sowie Beilklingen, und aus Knochen Pfrieme hergestellt.